# Palinurus
Palinurus là một chi trong họ Tôm rồng (Palinuridae). Chúng đã có niên đại gần 1 triệu năm, loài Palinurus đã được khám phá vào năm 1995 và tên P. palaciosi.

## Các loài
Danh sách các loài gồm các loài đã tuyệt chủng
| Hình ảnh | Tên khoa học                                                | Tên thông dụng        | Phân bổ                                                                                              |
| -------- | ----------------------------------------------------------- | --------------------- | --- |
|          | Palinurus barbarae Groeneveld, Griffiths & van Dalsen, 2006 |                       | Phía Nam Madagascar                                                                                  |
|          | Palinurus charlestoni Forest & Postel, 1964                 | Tôm rồng Cape Verde   | Cape Verde                                                                                           |
|          | Palinurus delagoae Barnard, 1926                            | Tôm rồng Natal        | |
|          | Palinurus elephas (Fabricius, 1787)                         | Tôm rồng thông thường | eastern Atlantic Ocean, from southern Norway to Morocco and the Azores, and in the Mediterranean Sea |
|          | Palinurus gilchristi Stebbing, 1900                         | Tôm rồng phương Nam   | South Africa and Madagascar.                                                                         |
|          | Palinurus mauritanicus Gruvel, 1911                         | Tôm rồng hồng         | eastern Atlantic Ocean and the western Mediterranean Sea.                                            |